# Tokamak sphérique
Ne doit pas être confondu avec sphéromak.
 (février 2020).
 (février 2020).
La mise en forme du texte ne suit pas les recommandations de Wikipédia : il faut le « wikifier ».
Les points d'amélioration suivants sont les cas les plus fréquents. Le détail des points à revoir est peut-être précisé sur la page de discussion.
- Les titres sont pré-formatés par le logiciel. Ils ne sont ni en capitales, ni en gras.
- Le texte ne doit pas être écrit en capitales (les noms de famille non plus), ni en gras, ni en italique, ni en « petit »…
- Le gras n'est utilisé que pour surligner le titre de l'article dans l'introduction, une seule fois.
- L'italique est rarement utilisé : mots en langue étrangère, titres d'œuvres, noms de bateaux, etc.
- Les citations ne sont pas en italique mais en corps de texte normal. Elles sont entourées par des guillemets français : « et ».
- Les listes à puces sont à éviter, des paragraphes rédigés étant largement préférés. Les tableaux sont à réserver à la présentation de données structurées (résultats, etc.).
- Les appels de note de bas de page (petits chiffres en exposant, introduits par l'outil «  Source ») sont à placer entre la fin de phrase et le point final[comme ça].
- Les liens internes (vers d'autres articles de Wikipédia) sont à choisir avec parcimonie. Créez des liens vers des articles approfondissant le sujet. Les termes génériques sans rapport avec le sujet sont à éviter, ainsi que les répétitions de liens vers un même terme.
- Les liens externes sont à placer uniquement dans une section « Liens externes », à la fin de l'article. Ces liens sont à choisir avec parcimonie suivant les règles définies. Si un lien sert de source à l'article, son insertion dans le texte est à faire par les notes de bas de page.
- La présentation des références doit suivre les conventions bibliographiques. Il est recommandé d'utiliser les modèles {{Ouvrage}}, {{Chapitre}}, {{Article}}, {{Lien web}} et/ou {{Bibliographie}}. Le mode d'édition visuel peut mettre en forme automatiquement les références.
- Insérer une infobox (cadre d'informations à droite) n'est pas obligatoire pour parachever la mise en page.

Pour une aide détaillée, merci de consulter Aide:Wikification.
Si vous pensez que ces points ont été résolus, vous pouvez retirer ce bandeau et améliorer la mise en forme d'un autre article.

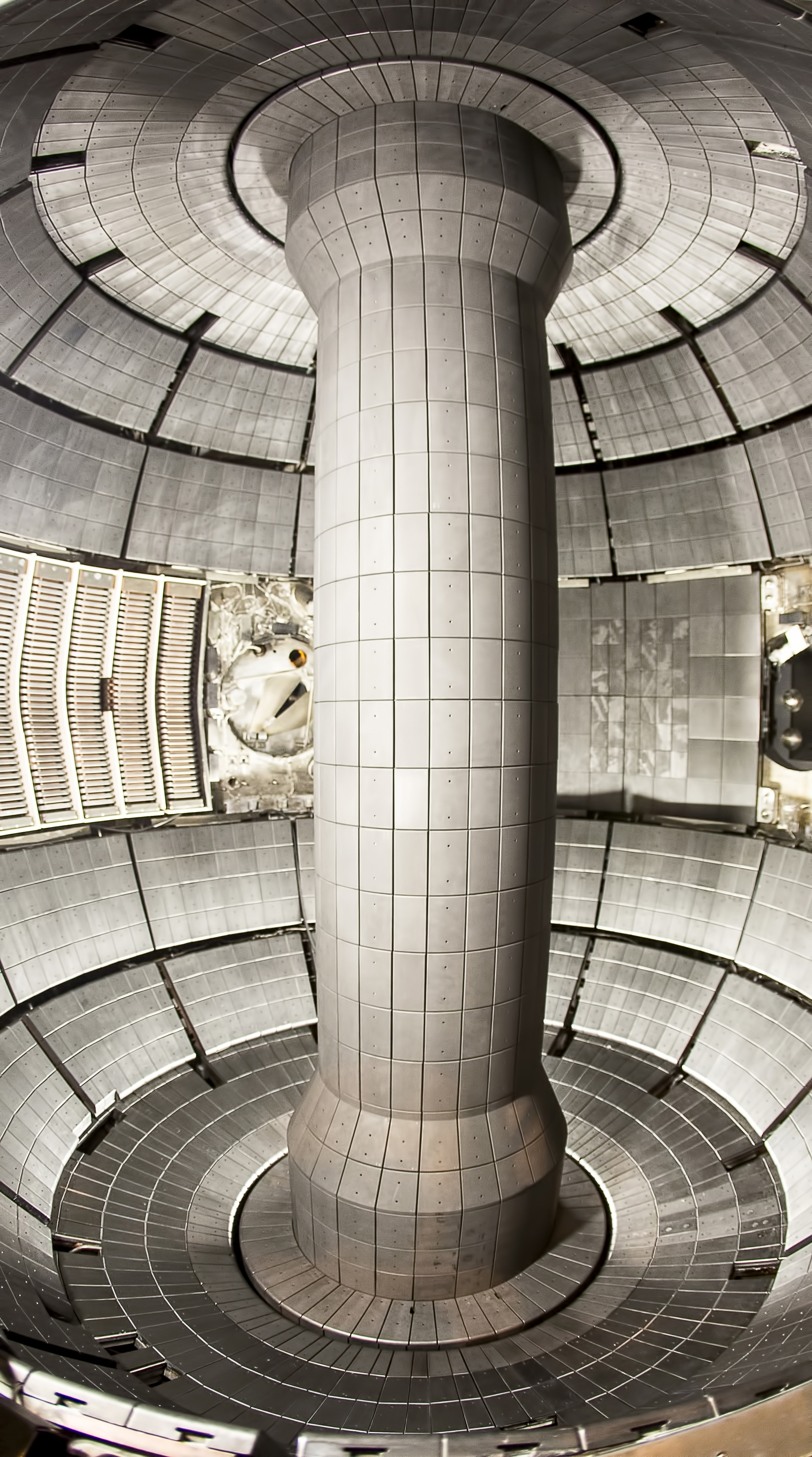
Intérieur d'un tokamak sphérique.

Un tokamak sphérique est un dispositif de confinement magnétique de plasma de type tokamak permettant d'obtenir des réactions de fusions de nucléons. Un tokamak sphérique a un solénoïde central beaucoup plus fin qu'un tokamak classique. Une telle installation serait susceptible d'être utilisée pour produire de l'électricité.

## Précision sur la forme
Malgré ce que le nom peut sembler indiquer, la topologie d'un tokamak sphérique est encore un tore, à cause du solénoïde central. Une topologie sphérique est impossible à cause du théorème de la boule chevelue.

## Généralités
Le fonctionnement se base sur le principe du tokamak traditionnel torique mais en fonction des expérimentations faites à ce jour, le rapport entre le rendement énergétique et le volume de plasma confiné serait d'un ordre supérieur et la stabilité du plasma serait aussi bien meilleure (certaines estimations évoquent un ordre 10 fois supérieur,). La recherche est beaucoup plus jeune que celle sur les tokamaks toriques, les expériences sont en plus faible nombre et sur des dispositifs de plus petite taille,. Les estimations sur les potentialités de ce type de tokamak restent donc à confirmer avant de pouvoir passer à l'étape de la construction d'un dispositif « démo » (préfiguration d'un réacteur produisant de l'énergie). Mais actuellement la priorité est donnée au tokamak traditionnel qui en est à l'étape de « pré-démo » avec la construction d'ITER.
Les tokamaks sphériques représentent une classe de tokamaks dont le rapport de forme est très inférieur à celui d’un tokamak torique et se rapproche le plus possible de 1. Les premiers tokamaks toriques présentaient un rapport de forme autour de 4,5, les tokamaks toriques plus récents sont autour de 3 et la prétention des tokamaks sphériques est de descendre au-dessous de 1,25.

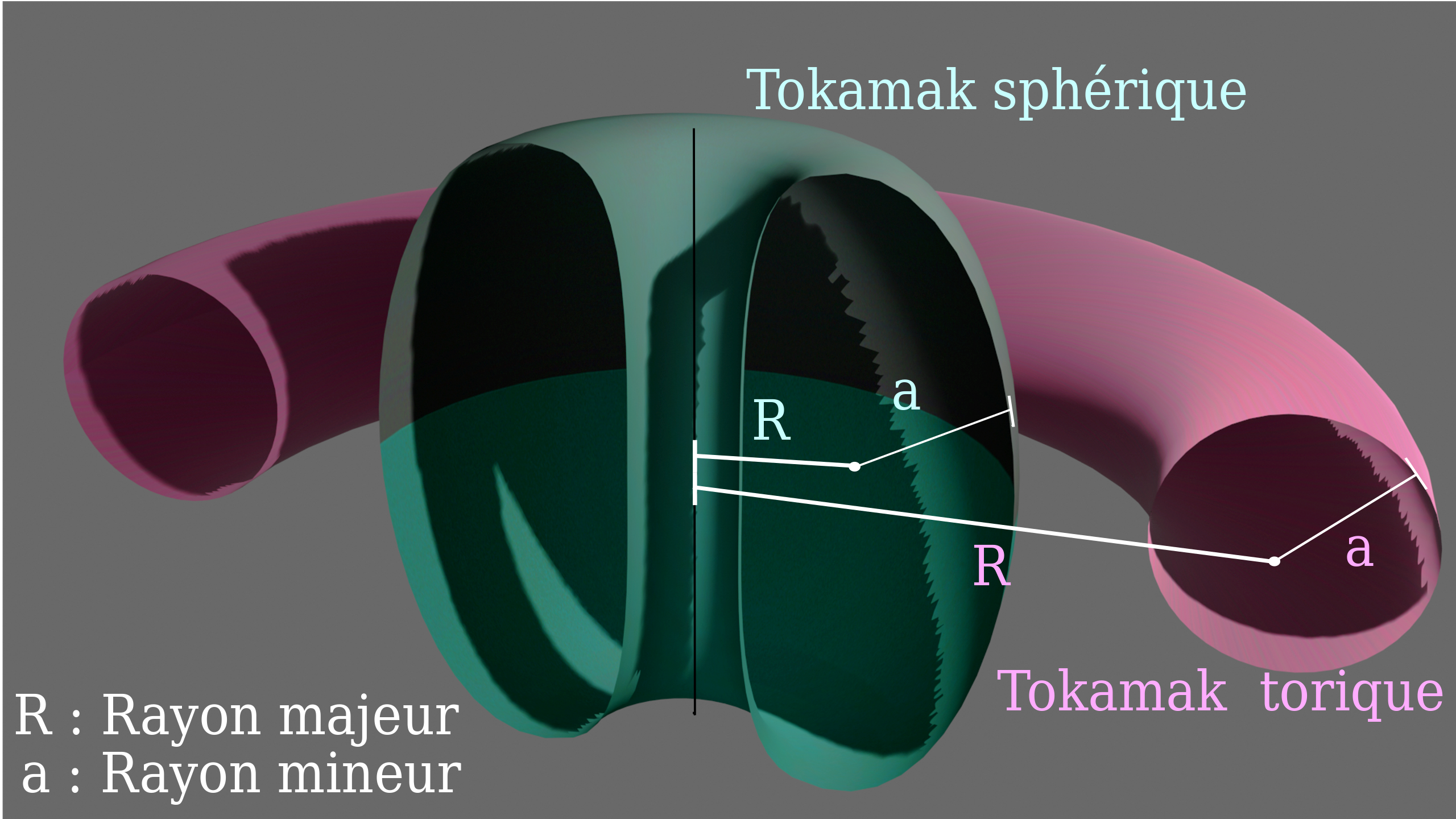
Schéma 1 : rapport de forme du tokamak sphérique comparé au tokamak torique.

Le rapport de forme se définit comme le rapport entre le « rayon majeur » (distance entre l’axe du tokamak et l’axe du champ magnétique) et le « rayon mineur » (distance entre la limite externe du flux plasmatique et l’axe du champ magnétique).
Le schéma 1 représente une coupe polaire d'un plasma d’un tokamak sphérique (en vert) et d'un plasma d’un tokamak torique (en mauve). Les proportions sont celles du tore supra (rapport de forme 4,5) pour le tokamak torique et du MAST-U (rapport de forme 1,2) pour le tokamak sphérique. Pour chaque dispositif, le schéma détaille les mesures du rayon majeur R et du rayon mineur a.

## Spécificités des tokamaks sphériques

### Principaux paramètres
La configuration d’un tokamak sphérique (ST) ne diffère pas fondamentalement de celle d’un tokamak torique. Les paramètres fondamentaux sont les mêmes : rapport de forme, intensité des champs magnétiques toroïdaux et poloïdaux (TF et PF en Tesla) énergie consommée (se divisant elle-même en énergie consommée par les aimants, et par les dispositifs de chauffage : Electron Cyclotron Resonance Heating, Ion Cyclotron heating, Neutral Beam Injection), énergie produite, température au centre du plasma (IP plasma current en MA, de manière grossière pour estimer la température en millions de degrés, multiplier par dix).
| Tokamak sphérique | Localisation                    | Date de mise en service | Rapport de forme | Rayon majeur (m) | TF (tesla) | IP (MA) | ECH (MW) | ICH (MW) | NBI (MW) | Volume de plasma (m3) |
| MAST-U            | UK, Culham                      | 1999                    | 1,4              | 0,85             | 0,5        | 1,4     | 1        | -        | 4        | 8                     |
| NSTX-U            | USA PPPL Princeton              | 2015                    | 1,5              | 0,934            | 1,0        | 2,0     | -        | 6        | 15       |                       |
| ST-40             | UK Tokamak Energy               | 2017                    | 1,7              | 0,40             | 3,0SC      | 2       | 2        | ?        |          |                       |
| ST-80 HTS         | UK Tokamak Energy               | 2026                    | ?                | 0,80             | ?          | 12?     |          |          |          | 8?                    |
| KTM               | Kazakhstan, Kurchatov           | 2010                    | 2                | 0,9              | 1          | 0,75    | -        | 5        | -        |                       |
| PEGASUS III       | Université du Wisconsin-Madison | 2023                    | 1,2              | 0,45             |            | 0,4     |          |          |          |                       |
| Tokamak torique   | Localisation                    | Date de mise en service | Rapport de forme | Rayon majeur (m) | TF (tesla) | IP (MA) | ECH (MW) | ICH (MW) | NBI (MW) | Volume de plasma (m3) |
| D III-D           | USA, san diego                  | 1986                    | 2,51             | 1,66             | 2,2        | 3       | 6        | 5        | 20       |                       |
| JET               | UK, Culham                      | 1992                    | 3,08             | 2,96             | 4          | 6       | -        | 12       | 24       | 100                   |
| COMPASS           | Czech Republic,                 | 2008                    | 2,7              | 0,56             | 2,1        | 0,32    | -        | -        | 0,6      | 2                     |
| JT-60SA           | Japan naka                      | 2019                    | 3,1              | 3,16             | 2,7SC      | 5,5     | 7        |          |          |                       |
| KSTAR             | S Korea, Daejeon                | 2008                    | 3,6              | 1,8              | 3,5SC      | 2       | 0,5 (4)  | 2(6)     | (14)     |                       |
| WEST              | France cadarache                | 2017                    | 4,71             | 2,5              | 3,7 SC     | 1,5     |          | 9        |          | 25                    |
| ITER              | France, cadarache               | 2025                    | 3,1              | 6,2              | 5,3 SC     | 15 (17) | 20       | 20 (40)  | 0(40)    | 840                   |

Les caractéristiques des principaux dispositifs de ST actuellement en exploitation sont résumés dans le tableau ci-dessus où sont comparés aux tokamaks toriques les plus représentatifs de leur classe. On y trouve pour les ST le Mega Ampere Spherical Tokamak, le NSTX-U, (anciennment TFTR) le ST-40, le KTM et pour les tokamaks torique le DIII-D, le Joint European Torus, le COMPASS, le JT-60, le KSTAR WEST (anciennement Tore Supra) et ITER. Des dispositifs réputés mais définitivement abandonnés comme notamment le START pour les ST et l'ALCATOR-Cmod pour les tokamaks toriques n'ont pas été retenus.
On retrouve bien sûr les différences décrites plus haut concernant le rapport de forme mais surtout pour deux dispositifs équivalents sur le plan énergétique :
-	les champs toroïdaux d’un tokamak sphériques sont plus faibles ;
-	le volume de plasma est plus faible

### Lesaimants
Trois types d’aimants sont présents dans tout tokamak mais ils ne sont pas disposés de la même manière dans un ST et dans un tokamak torique.

#### Bobines poloïdales
Elles sont circulaires et horizontales. Elles sont disposées autour du côté intérieur et extérieur de la chambre à plasma. Elles sont placées idéalement dans un tokamak torique mais dans les tokamaks sphériques la faible place disponible côté intérieur au plasma rend indispensable de déporter les bobines poloïdales en haut et en bas du solénoïde central voire de les disposer à l’intérieur de la chambre plasmatique comme dans le MAST-U. Dans tous les cas et contrairement à un tokamak torique un ST ne pourra pas comporter de bobine poloïdale dans sa partie médiane et à ce niveau le champ magnétique poloïdal sera soutenu uniquement par le solénoïde central et le flux plasmatique lui-même.

#### Aimants toroïdaux
Ils font le principal du travail de confinement dans les tokamaks toriques et ils sont pour cela, le plus souvent, au plus près de la chambre contenant le plasma dans ce type de tokamak. Par contre ils sont accessoires dans les ST et sont alors le plus souvent déportés en retrait des bobines poloïdales.

#### Solénoïde central
Il existe dans les deux types de tokamaks. Il est utilisé pour ajuster la trajectoire du plasma en soutenant le champ magnétique engendré par les bobines poloïdales. Par ses effets ohmiques il sert aussi à chauffer le plasma. Il a le même aspect quoique plus fin dans les ST (le problème du tokamak sphérique est avant tout le manque de place disponible en son centre). Il assure la fermeture du circuit électrique générant le champ toroïdal. Sur les modèles de ST plus puissants le solénoïde central ne serait indispensable qu'au moment de mise en condition du plasma mais serait ensuite accessoire, le plasma lui-même jouant ce rôle avec son flux électronique concentré dans la partie centrale du tokamak. Le plasma lui-même engendrerait son propre champ magnétique soutenant sa circulation dans le tokamak.

#### Conséquences
Le tokamak torique n’est pas exempt de défauts lui non plus. Son plus gros défaut est inhérent à la nature même de la géométrie d’un tore et ne saurait donc être résolu que par des artifices et des rustines : la circulation de n’importe quel fluide dans un tore est imparfaite en raison d’un simple fait, la distance à parcourir côté intérieur du tore est bien plus faible que la distance à parcourir côté extérieur au tore. Pour cette même raison géométrique, les aimants toroïdaux du côté intérieur sont plus serrés que sur le bord extérieur entrainant une inégalité du champ magnétique et une déviation des particules par rapport au centre des aimants toroïdaux. Cette déviation sera modifiée par l’usage des bobines poloïdales. Pour ces deux raisons chacune des particules composant le plasma subit un trajet du bord externe au bord interne de la chambre à plasma ce qui rend le plasma instable. Seul un contrôle informatisé « point par point » du champ magnétique permet de dissimuler un tant soit peu ce défaut avec des risques de disruptions et d’échappement du plasma de son confinement. Dans le cadre d’un dispositif de grande puissance, ce type de phénomène aurait des conséquences catastrophiques. C’est un des principaux problèmes auxquels se heurte le projet ITER.
Dans un tokamak sphérique, cette problématique est quasi absente. La circulation du plasma se fait naturellement dans le sens perpendiculaire à celui d’un tokamak torique : de haut en bas côté intérieur de la chambre à plasma et de bas en haut côté extérieur. Ce sont les bobines poloïdales qui déterminent la forme du plasma, quasi sphérique, avec une circulation des particules naturellement plus stable. D’ailleurs, en théorie ce type de tokamak peut se passer d'aimants toroïdaux. En réalité les aimants toroïdaux ont deux avantages dans les ST : 

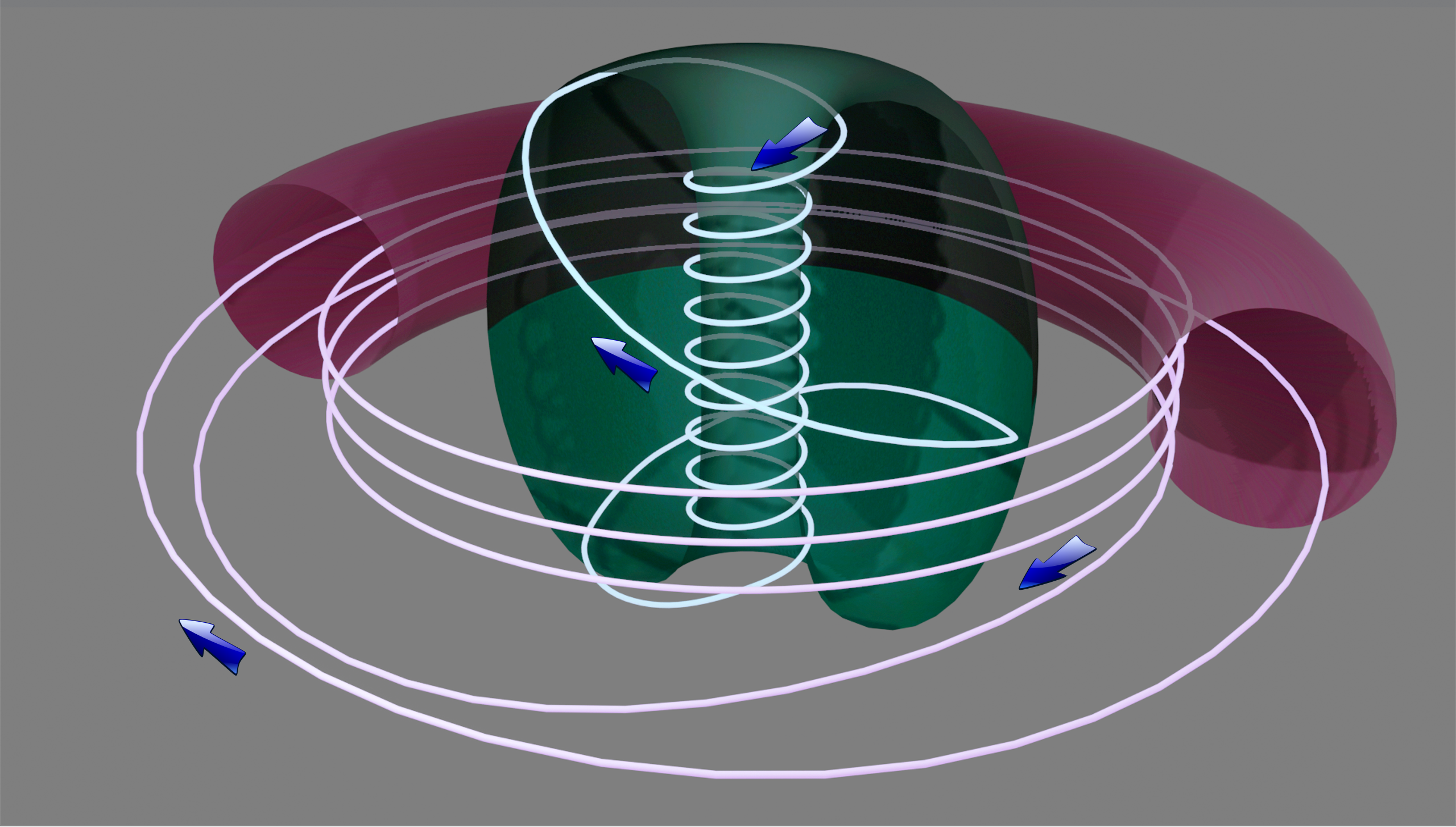
Schéma 2 : trajet d'une particule d'un plasma de tokamak sphérique vs tokamak torique.

- ils augmentent la pression au niveau du plasma et assurent donc son chauffage et sa circulation en augmentant la puissance du dispositif. Dans ce domaine le ST-40 compte sur ses aimants toroïdaux supraconducteurs chauds pour battre des records,,.
- ils font « vriller » le plasma côté intérieur  lui donnant une plus grand stabilité. Cette stabilité est symbolisée par le nombre Q ou « safety factor ». Sa valeur peut être grossièrement appréhendée comme le nombre de tours que fait la particule autour du centre du tokamak pour retrouver sa position initiale. Plus ce nombre est grand plus le plasma est stable. Ce facteur existe aussi dans les tokamaks toriques mais il ne dépasse jamais 4 alors que pour les ST il peut monter jusqu’à 12.

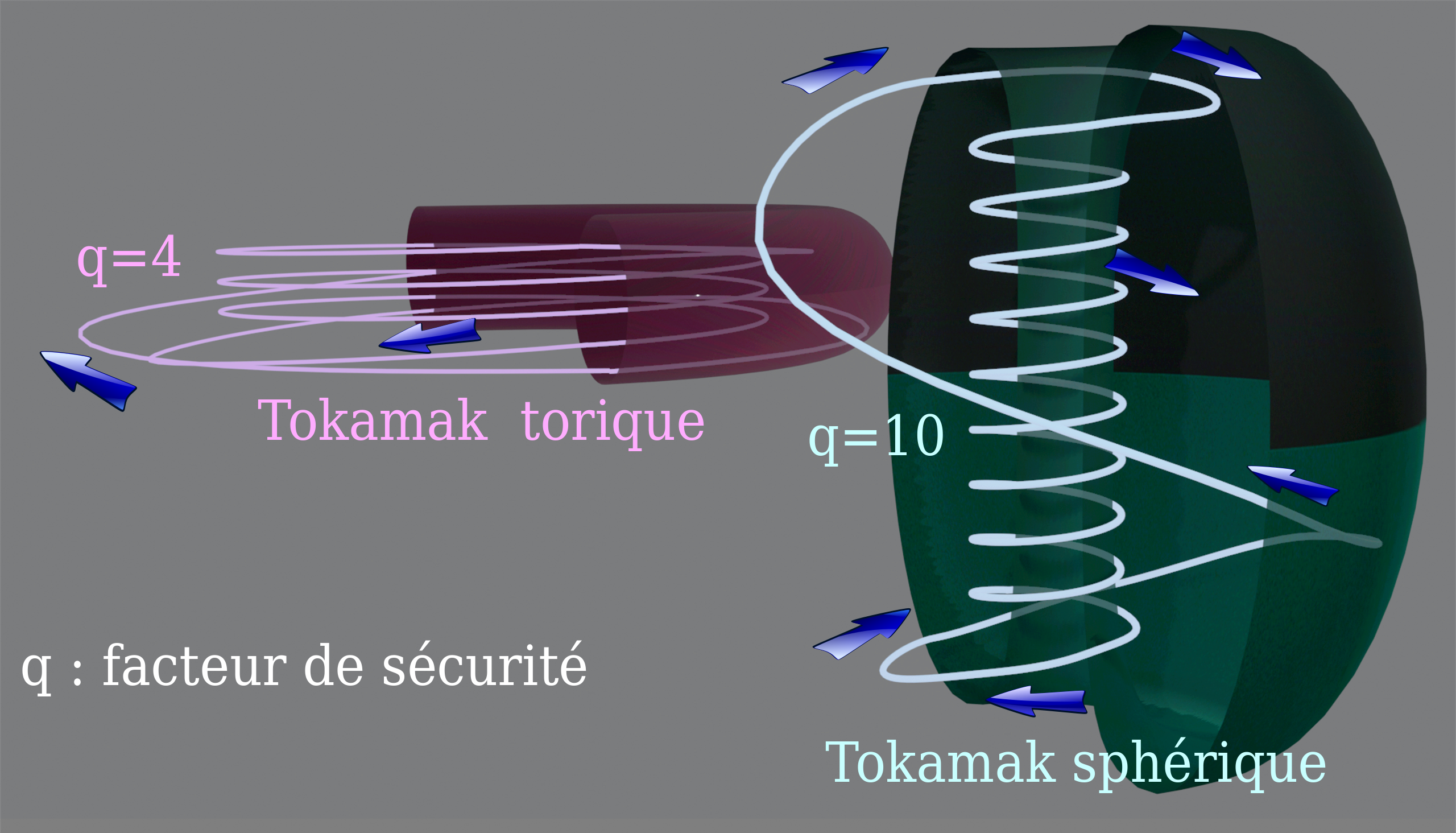
Schéma 3 : facteur de sécurité tokamak sphérique vs tokamak torique.

Le schéma 2 représente la même coupe polaire que le schéma 1. Y est représentée la trajectoire d’une particule à l'intérieur du plasma depuis un point donné jusqu’à son retour à ce même point. La particule fait ainsi plusieurs tours avant de revenir à son point d'origine. Cette trajectoire est relativement complexe entre le bord intérieur et le bord extérieur du tore (ou du tore sphérique) et entre le pôle nord et le pôle sud.
Le schéma 3 représente la même coupe polaire et la même trajectoire particulaire que celle décrite dans le schéma 2. Cette représentation est réalisée dans une vue différente de profil avec les plasma des tokamaks toriques et sphériques un peu décalés. Cette vue permet de mieux appréhender la trajectoire de la particule côté intérieur au plasma et de son facteur de sécurité qui dans cet exemple possède une valeur de 10 pour le tokamak sphérique et de 4 pour le tokamak torique (environ le nombre de tours que réalise la particule dans son trajet du pôle nord au pôle sud). Un enjeu de la recherche future sur les tokamaks sphériques sera de déterminer dans quelle mesure sur des modèles plus puissants la circulation du plasma possède ce facteur de stabilité.
On apprécie visuellement la différence des formes des plasmas sur les photos d’un plasma issu d’un tokamak sphérique par rapport à un tokamak torique (MAST versus EAST).

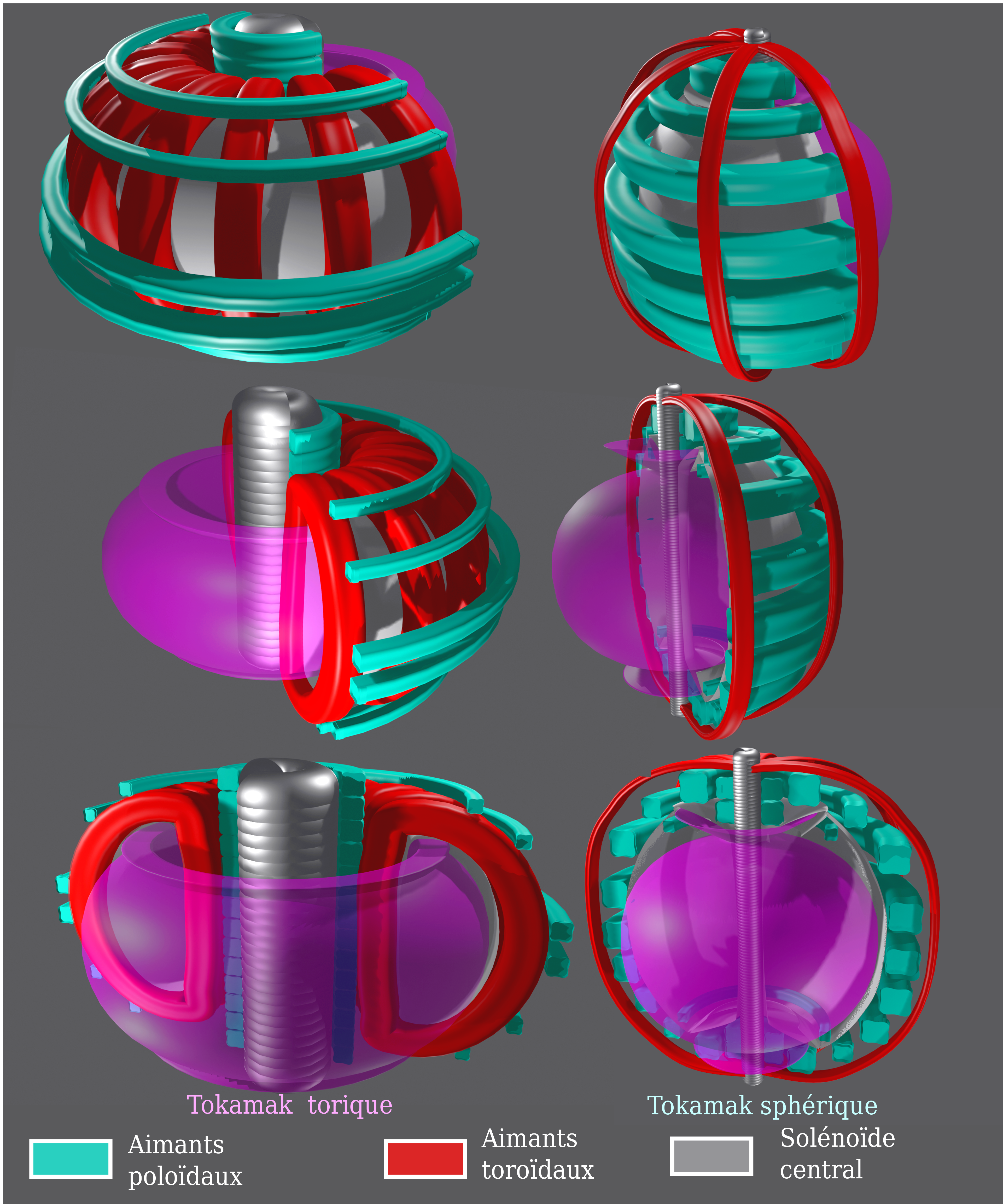
Schéma 4 : disposition des aimants d'un tokamak sphérique vs un tokamak torique.

Le schéma 4 souligne les différences de configuration des aimants entre tokamak torique et tokamak sphérique notamment :

- le caractère proportionnellement moins volumineux des aimants toroïdaux dans le tokamak sphérique,

- le caractère proportionnellement plus volumineux des aimants poloïdaux dans le tokamak sphérique,

- la connexion des bobines toroïdales au solénoïde central dans le tokamak sphérique

- le resserrement des bobines toroïdales côté intérieur au tore dans le tokamak torique,

- la plus grande taille du solénoïde central dans le tokamak torique,

- la faible place disponible au centre du tokamak sphérique entrainant l’impossibilité d’y placer des bobines poloïdales,

- le positionnement de bobines poloïdales à l’intérieur de la chambre plasmatique.

À noter la forme des plasmas différente des schémas 1, 2 et trois. Le schéma 4 décrit un tokamak torique en forme de « D » avec un rapport de forme plus faible que les schémas précédents. Sa valeur autour de 3 lui procure les proportions d’ITER. Le schéma 4 incorpore un divertor, dispositif étirant le plasma en augmentant sa stabilité, modifiant l’aspect du plasma. Dans un tokamak sphérique la forme du plasma prend alors une forme très caractéristique.

### Contrôle de la température et de la circulation du plasma
Quatre sources de chauffage externe peuvent être combinées pour porter le plasma à la température permettant la fusion : l'injection de neutres, deux sources d'ondes électromagnétiques de haute fréquence (chauffage cyclotronique ionique et électronique), chauffage par induction d’un courant.
Nous avons déjà cité le chauffage ohmique par induction en rapport avec le solénoïde central. Le courant circulant dans le plasma a pour effet de le chauffer puisque le plasma possède une résistivité certes faible mais non négligeable. Cependant cette résistivité décroît avec la température, rendant le chauffage ohmique insuffisant pour atteindre les températures requises.
À terme, les chercheurs espèrent obtenir un « plasma en combustion », dans lequel l'énergie des noyaux d'hélium issus de la réaction de fusion suffira à entretenir sa température. Mais les réactions de fusion créent des particules de haute énergie ayant un faible impact sur la température du plasma. Néanmoins, on espère possible de limiter le recours aux systèmes de chauffage externe, voire de s'en passer totalement en dehors du démarrage du réacteur. Obtenir un plasma en combustion générant de lui-même au moins 50 % de l'énergie nécessaire à la réaction de fusion constitue une étape déterminante sur la voie de la production d'électricité issue de l'énergie de fusion.
A noter que l'objectif de se passer de dispositif de chauffage de la réaction serait plus facilement atteignable dans un tokamak sphérique en raison du plus faible volume de plasma nécessaire pour obtenir une énergie donnée.

#### Injection de neutres
Des injecteurs « tirent » dans le plasma des particules électriquement neutres et très énergétiques. Par le biais de multiples collisions, celles-ci transfèrent leur énergie aux particules du plasma.
considérant les dispositifs utilisés par ITER, leur puissance est telle que s’ils étaient utilisés dans un tokamak sphérique opérationnel (c’est-à-dire un tokamak dont les performances seraient celles que l’on peut en attendre de manière théorique, notamment eu égard à son rapport volume de plasma plus faible pour atteindre une énergie donnée), ils suffiraient pour permettre d’atteindre une température entre 300 millions et 500 millions de degrés. Un record détenu actuellement par JT-60U, Japan à 520 millions de degrés.
Toujours dans ITER il est prévu qu’avant d'être injectés, des atomes de deutérium sont accélérés à l'extérieur du tokamak jusqu'à atteindre une énergie cinétique de 1 méga électronvolt (MeV). Sachant que seuls les atomes porteurs d'une charge positive ou négative peuvent être accélérés par un champ électrique, on élimine les électrons des atomes neutres pour créer des ions chargés positivement. Pour éviter que les ions chargés ne soient déviés par le champ de l'enceinte magnétique, on inverse ensuite le processus avant de procéder à l'injection proprement dite dans le plasma de fusion. Dans les dispositifs d'injection de neutres, les ions traversent une cellule contenant un gaz, où ils récupèrent leur électron manquant, puis sont injectés dans le plasma sous forme de particules neutres rapides.
Dans les tokamaks sphériques on aurait pu penser que ce type de chauffage aurait été moins efficace en raison de la faiblesse relative du champ magnétique toroïdal de ce type de dispositif. En fait c'est tout le contraire qui s'est produit et c'est bien grâce à ce type de chauffage que le START a battu plusieurs records en 1998.
Des dispositifs de forte puissance sont maintenant mis en place dans les upgrades et dans les nouveaux tokamaks sphériques dans l'objectif d'atteindre des températures du plasma autour de 100 à 150 millions de degrés,.

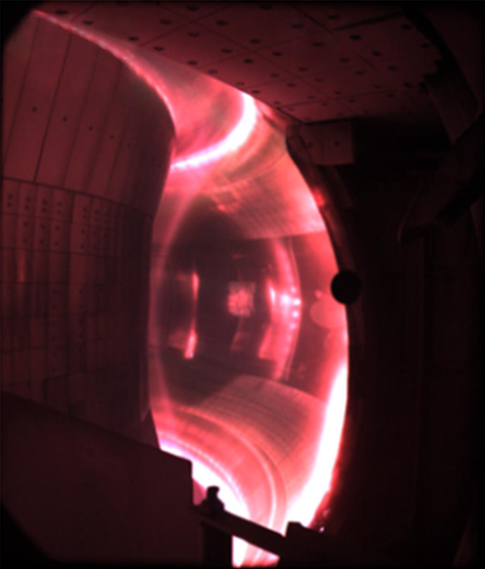
Plasma d'un tokamak torique le EAST.

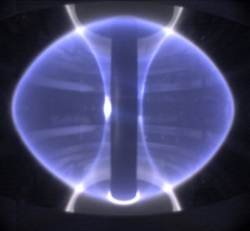
Plasma typique d'un tokamak sphérique le MAST.

#### Chauffage cyclotronique ionique
De la même façon qu'un four à micro-ondes transfère de la chaleur aux aliments au moyen de micro-ondes, les techniques de chauffage cyclotronique ionique et électronique utilisent des ondes radioélectriques de différentes fréquences pour apporter une chaleur supplémentaire au plasma. Dans le chauffage à résonance cyclotronique ionique (ICRH), l'énergie est transférée aux ions du plasma par un faisceau de rayonnement électromagnétique à haute intensité d'une fréquence de 40 à 55 MHz.
Le chauffage cyclotronique ionique fait intervenir un générateur, des lignes de transmission et une antenne. Le générateur produit des ondes radiofréquence de forte puissance, qui sont transportées par une ligne de transmission jusqu'à une antenne située dans la chambre à vide, laquelle envoie à son tour ces ondes dans le plasma.
Les dispositifs ST ont l'avantage d'un très bon rapport énergie coût et on accès naturellement à des modes de fonctionnement réservés à des « gros » tokamaks toriques. Ainsi le fonctionnement en mode H est pratiquement un standard dans les ST et est réservé à quelques modèles de tokamaks traditionnels. Les ST sont donc utilisé comme plateforme de tests de matériels et de configurations qui seront utilisés dans des dispositifs plus puissants et permettent de déterminer les meilleures options,,.

#### Chauffage cyclotronique électronique
La technique de chauffage à résonance cyclotronique électronique (ECRH) chauffe les électrons du plasma par le biais d'un faisceau de rayonnement électromagnétique de haute intensité d'une fréquence de 170 GHz, qui correspond à la fréquence de résonance des électrons. Ces électrons entrent ensuite en collision avec les ions et leur transfèrent l'énergie absorbée.
Le système de chauffage cyclotronique électronique est également utilisé pour apporter de la chaleur en des points très précis du plasma, de manière à minimiser certaines instabilités susceptibles de le refroidir. Comparativement à la technique ICRH, le chauffage ECRH présente l'avantage d'utiliser un faisceau capable de se propager dans l'air, ce qui permet de simplifier la conception et d'utiliser une source éloignée du plasma et de faciliter ainsi la maintenance.
Les tokamaks sphériques testent différentes configurations en les comparant aux résultats de tokamaks traditionnels pour apprécier notamment l'influence des champs toroïdaux et poloïdaux, fondamentalement différents entre les deux types de tokamaks.

### Le divertor
Un divertor est un dispositif dans un tokamak qui permet l'enlèvement des déchets du plasma pendant que le réacteur fonctionne. Cela permet de contrôler l'accumulation de produits de fusion dans le carburant et d'éliminer les impuretés dans le plasma qui sont entrées dans le revêtement de la cuve.
Le plasma traverse la région du divertor où des ions plus lourds sont projetés hors de la masse de combustible par la force centrifuge, entrant en collision avec une sorte de matériau absorbant et déposant son énergie sous forme de chaleur.
Au cours des années 1980, il est devenu courant pour les réacteurs d'inclure une caractéristique connue sous le nom de limiteur, qui est un petit morceau de matériau qui dépasse sur une courte distance le bord extérieur de la zone de confinement du plasma principal. Les ions provenant du carburant qui voyagent vers l'extérieur heurtent le limiteur, protégeant ainsi les parois de la chambre de ces dommages. Cependant, les problèmes avec le matériel déposé dans le carburant sont restés ; le limiteur a simplement changé d'où venait ce matériau.
Cela a conduit à la réémergence du divertor, en tant que dispositif de protection du réacteur lui-même. Dans ces conceptions, les aimants tirent le bord inférieur du plasma pour créer une petite région où le bord externe du plasma, le « Scrape-Off Layer » (SOL), frappe une plaque de type limiteur. Dans les exemples modernes, les plaques sont remplacées par du lithium métallique, qui capte mieux les ions et provoque moins de refroidissement lorsqu'il pénètre dans le plasma.
Dans un configuration sphérique le Divertor est naturellement placé en haut et en bas de la colonne centrale et participe à la stabilité du plasma et au safety factor.

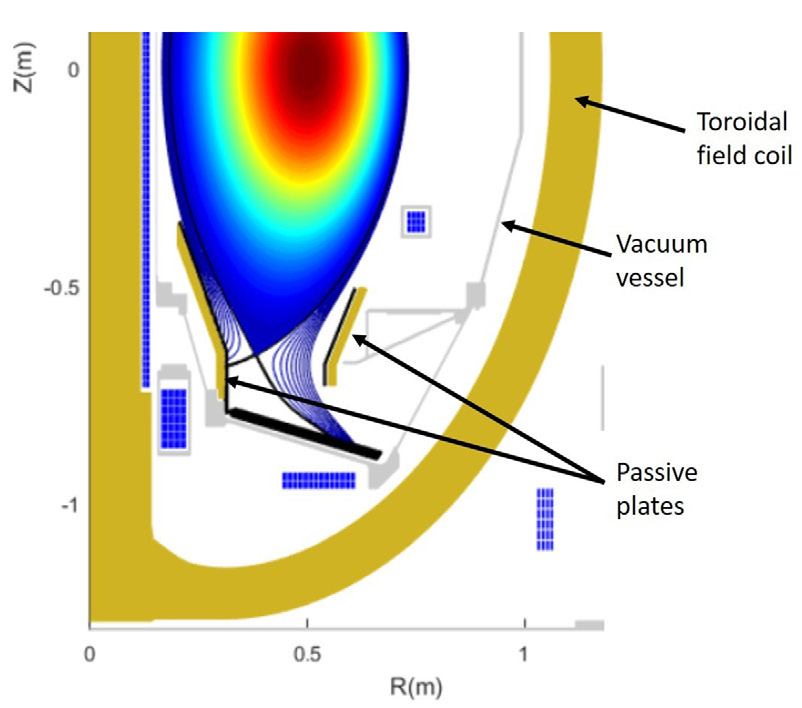
Exemple de divertor : tokamak sphérique ST40.

La configuration du divertor facilite l'obtention d'un mode de fonctionnement H plus stable. Le matériau de revêtement du plasma dans le divertor fait face à des contraintes significativement plus fortes par rapport aux autres éléments de blindage du tokamak. Dans un réacteur destiné à la production d’énergie ce serait l’emplacement de choix pour réaliser les échanges de chaleurs permettant de faire tourner une turbine.
La conception moderne du divertor est d’obtenir à terme un dispositif permettant à l’énergie du plasma de perdre et d’échanger sa haute énergie avec un fluide en vue de la production d’électricité. Les tokamaks sphériques, même sur des petits modèles, générant des plasmas de haute énergie sont les candidats idéaux pour tester ce type de dispositif qui seront déployés dans un réacteur de production. C’est ce que fait le MAST-U dans le cadre de l’étude des divertors d’ITER,,,. Le KTM fait de même et offre une caractéristique unique, un divertor mobile et un dispositif d'écluse de transport permettant le remplacement rapide des échantillons de matériaux à l'étude sans perte de vide dans la chambre à vide. Un dispositif de réception mobile à l'intérieur de la chambre à vide est conçu pour manœuvrer tous les remplacements à travers une passerelle et pour positionner les plaques de dérivation par positionnement vertical et angulaire. Véritable préfiguration de ce que ce dispositif pourrait offrir comme prestations dans un réacteur de production.

## Perspectives d'avenir

### Dispositifs hybrides
La circulation du plasma dans les tokamaks sphériques se rapproche des sphéromaks et des dispositifs par inversion de champ (field reverse configuration FRC). Cette circulation se fait naturellement dans le sens poloïdal contrairement au tokamak traditionnel où le flux de plasma suit le sens du tore en figurant donc un flux toroïdal. La circulation du flux dans le sens poloïdal bénéficie de fonctions d’auto-organisation du plasma en raison de ses propriétés magnéto-hydro-dynamiques. Le flux de plasma, vu sa forme, engendre un champ magnétique allant dans le sens de son renforcement et de sa stabilisation.
Deux conséquences sont importantes à considérer :
- Les tokamaks traditionnels ne peuvent pas prétendre à réaliser de dispositif hybride en raison de leur flux plasmatique principalement toroïdal.
- Tout tokamak sphérique à une part de son fonctionnement analogue à un dispositif FRC et sphéromak. Un dispositif réellement hybride accentuera ces modalités de fonctionnement en rendant moins essentiels les aimants ou plutôt en leur donnant plus d’importance sur le maintien d’une pression plasmatique la plus forte possible. L’objectif est d’obtenir plus facilement une réaction de fusion à bilan énergétique positif.

Les capacités d’auto-organisation du plasma existent dans un tokamak sphérique et sont étudiées dans différents dispositifs à deux étapes clefs du processus :
- Lors de la génération du plasma au tout début de la réaction, par enroulement poloïdal de deux petit flux plasmatique de faible puissance fusionnant en un flux plasmatique poloïdal de plus grand puissance
- Lors de la montée en puissance du dispositif pour permettre au flux plasmatique d'engendrer son propre champ magnétique lui permettant de se passer du solénoïde central.

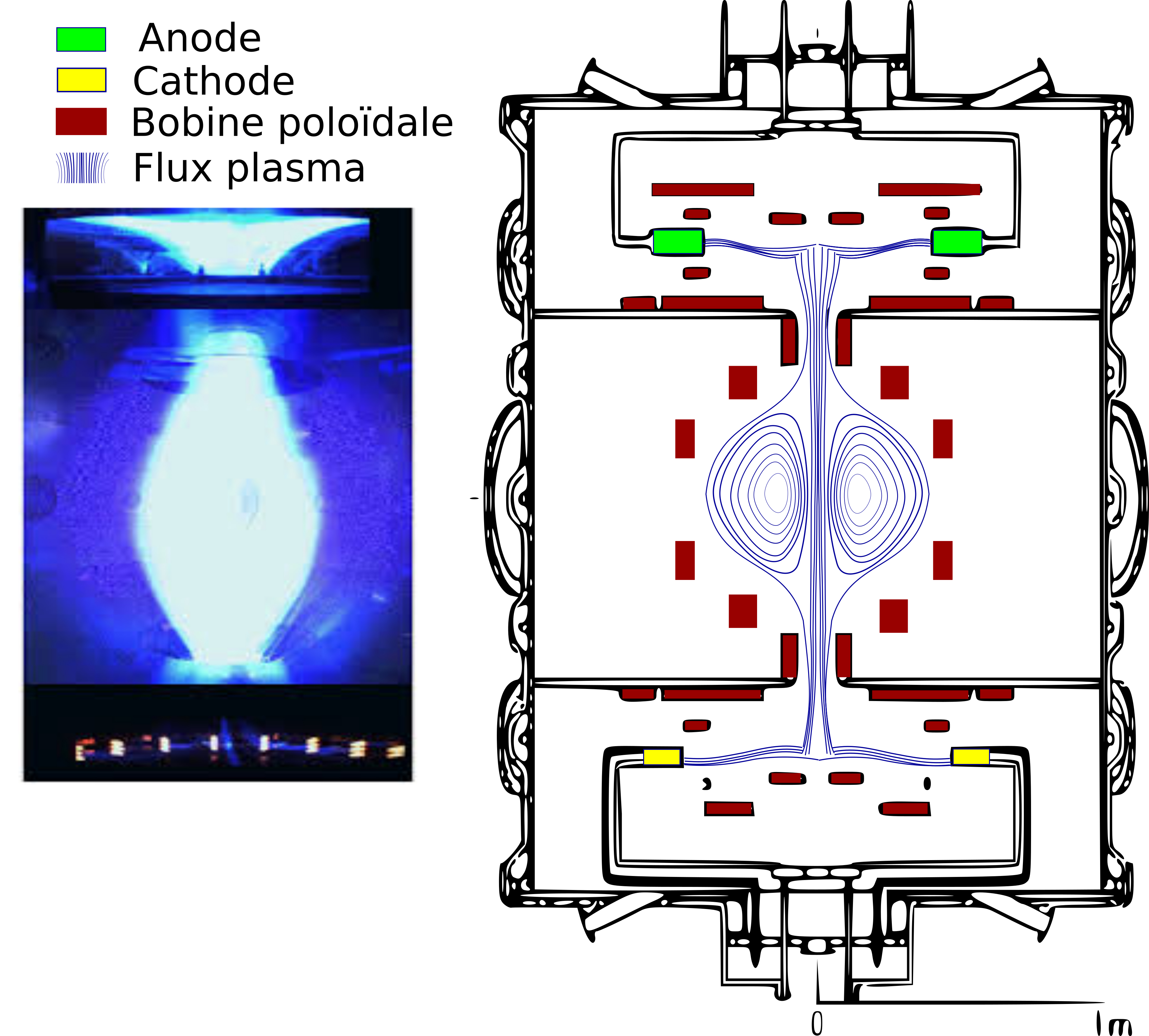
Proto-sphéra : schéma du dispositif (à droite) photo du plasma (à gauche).

Plusieurs ST explorent ce domaine de recherche ; le MAST-U  le Late, le TST-2,, le Pegasus,, le proto-sphera,, le TCV, le ST-40. Le Proto-sphéra présente une approche radicale en supprimant physiquement le solénoïde central. Le centre du dispositif étant vide ce ST peut prétendre à un rapport de forme autour de 1,3. Aucun de ces dispositifs ne dispose de puissance notable. Ce sont avant tout des expériences sur la physique des plasmas permettant de poser les bases théoriques permettant d’élaborer de nouveaux dispositifs plus avancés. Les résultats sont néanmoins encourageants. Il est clairement démontré que d’utiliser les propriétés magnéto-hydro-dynamiques que les ST partagent avec les sphéromaks et les dispositifs FRC autorisent de bien meilleures performances aussi bien lors de la création du plasma que dans son maintien en condition de température et de réalisation des réactions de fusion, du moins dans des dispositifs de faible puissance.

### Vers un réacteur tokamak sphérique «Démo»
Pendant longtemps, jusqu’au début du XXIe siècle, la performance du plasma a été exprimée en termes de bêta (β), défini comme le rapport de la pression du plasma à la pression magnétique. À l’époque, le confinement magnétique était considéré comme la seule voie permettant d’attendre les températures nécessaires à l’obtention de réactions de fusions autorisant un bilan énergétique positif. Il était unanimement convenu que ce facteur ne pouvait pas dépasser 5 %. Cela impliquait de dépenser beaucoup d’énergie dans la réalisation d’aimants de plus en plus puissants.
Les tokamaks sphériques et la perspective de dispositifs hybride font exploser cette limite. En 1996, le premier tokamak sphérique « moderne », le START, a établi un nouveau record portant le β toroïdal à 38 %. On peut encore imaginer aller plus loin avec les dispositifs hybrides, plus on se rapproche de 1 plus la puissance des aimants est accessoire et peut donc être utilisée à autre chose qu’au confinement proprement dit notamment à l’augmentation de puissance du réacteur.

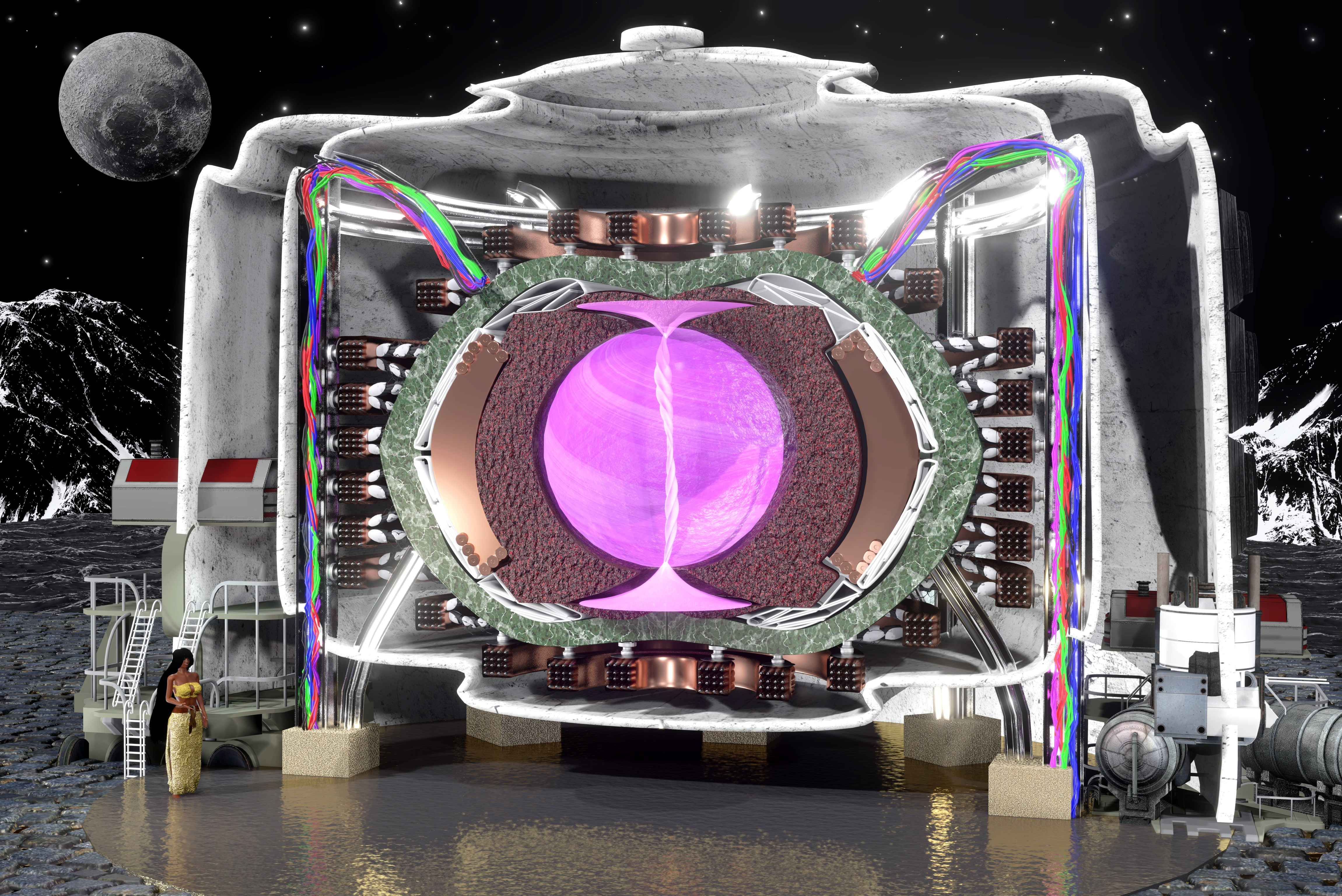
Schéma 6 : représentation d'un tokamak sphérique de type « démo » sans solénoïde.

Si les résultats obtenus à partir des dispositifs hybrides se confirmaient, un dispositif démo sans solénoïde central permettrait de réaliser des réactions de fusions à bilan positif jusqu’à produire 2 à 10 fois plus d’énergie qu'ITER pour un volume de plasma 10 à 20 fois inférieur. Le rapport de forme serait de 1,2 pour un béta toroïdal à 60 %. La pression plasmatique magnétique serait principalement le produit de bobines poloïdales composées de matériaux supraconducteur « chauds » (c’est-à-dire présentant des propriétés supraconductrices à une température supérieures à −234 °C). Le champ toroïdal serait accessoire et obtenus par des sections d’aimants au plus proche de la couverture faite de lithium semi-liquide,. Ces aimants auraient aussi la charge de tracer l’ornière d’un divertor permettant d’échanger l’énergie produite avec un fluide (schéma 6).
Les technologies utilisées pour la fabrication d’un tel dispositif sont d’un ordre de complexité inférieur à celles nécessitées par la construction d’ITER notamment vis-à-vis des dispositifs de maintien du plasma en condition de fusion en raison du volume de plasma beaucoup plus faible et du β toroïdal dix fois plus élevé.
ITER permettrait de démontrer qu’un dispositif de type tokamak à les capacités de présenter un bilan énergétique positif durant un temps suffisamment long, environ six minutes. Cet objectif devrait être atteint avec un tokamak traditionnel mais cela serait plus difficile pour un dispositif de type « démo », c’est-à-dire un dispositif de production d’électricité préfigurant un réacteur de production.
Le plus gros défaut d’un dispositif « Démo » de type tokamak traditionnel est encore directement en lien avec la géométrie d’un tore et ne saurait donc trouver de solution simple. Nous avons déjà vu que les spirales des bobines toroïdales sont plus serrées dans la partie inférieure du tore. Mais il y a aussi le cas du champ magnétique qui au centre du tore à une valeur bien plus élevée qu’en toute autre partie du dispositif. Cette valeur estimée autour d’une vingtaine de Tesla pour ITER entraine des contraintes considérables au niveau de matériaux qui se liquéfieront lentement. Ces contraintes ne peuvent être résolues dans le cadre d’une machine devant fonctionner en continu pour produire de l’énergie. À l’inverse, le centre du dispositif étant vide, un tokamak sphérique sans solénoïde central peut supporter une pression magnétique bien supérieure, intensité qui participerait bien au contraire à la performance du dispositif en augmentant sa puissance.
Plusieurs designs de tokamak sphérique de démonstration (Spherical Tokamak for Energy Production) sont proposés et les entreprises privées se lancent dans la course,.

## Résumé
Les tokamaks sphériques sont des dispositifs de confinement magnétique de plasma permettant de réaliser des réactions de fusion de nucléons de manière beaucoup plus efficace que les tokamaks traditionnels toriques.
Les expérimentations actuelles confirment le potentiel des tokamaks sphériques. Tous les marqueurs d’efficience sont d’un ordre dix fois supérieur au tokamak traditionnel. Pour une puissance donnée un tokamak sphérique est 10 fois plus compact, il nécessite des aimants dix fois moins puissants, il a besoin de dix fois moins de puissance de chauffage et de maintien du plasma en condition, il contient un volume de plasma dix fois moindre.
Les plans d’un dispositif de type « Démo », c’est-à-dire les plans d’un réacteur produisant de l’énergie préfigurant une centrale électrique sont à notre portée. La technologie nécessaire à sa construction est d’un niveau inférieur à celui requis pour construire ITER.